# まるも亜希子
まるも 亜希子（まるも あきこ、1973年10月25日 - ）は、日本の自動車評論家である。本名、橋本 亜希子。旧姓・別名、丸茂 亜希子（読み同じ）。

## 来歴
千葉県船橋市出身、三姉妹の長女として生まれた。東京都内の私立高校を経て、立正大学法学部を卒業。高校時代には、東京・六本木のマクドナルドでのアルバイト経験があるほか、大学在学中には芸能活動を行い、1993年10月に劇場用アニメーションで声優デビューしたほか、同年12月にはテレビドラマ（BS放送）へ出演するなどしていた。大学卒業後は、編集プロダクションである株式会社エディトリアル・クリッパー（東京都目黒区）に就職、自動車雑誌、『ティーポ（Tipo ）』（ネコ・パブリッシング）の編集者として6年間勤務した。
2003年6月、フリーランスの自動車評論家（「カーライフジャーナリスト」を自称）として独立し、現在は雑誌やウェブサイトの自動車関連記事に出演・寄稿しているほかトークショーにも出演している。日本カー・オブ・ザ・イヤー（2009年 - 2010年など）選考委員、日本自動車ジャーナリスト協会（AJAJ）会員。安全運転インストラクターも勤める。2004年4月、2005年には女性だけが参加する国際ラリー大会のサハラ砂漠ラリー「ラリー・アイシャ・デ・ガゼル」（通称：ガゼルラリー）に初の日本人チームとして参加し完走した。
2005年には女性に向けた情報やコラムを発信するウェブサイト「アビリーク」を開設した。
2015年に同じくモータージャーナリストの橋本洋平と結婚、一女をもうける。AJAJ会員同士初の結婚となった。
女性パワーでクルマ社会を元気にする「ピンク・ホイール・プロジェクト」、ジャーナリストによるレーシングチーム「TOKYO NEXT SPEED」代表。近年はYouTubeチャンネルなどで、ゆるく楽しいカーライフ情報を発信中。
現在の車は男性仕様であるとして、使いやすいシフトレバー、踏みやすいブレーキペダルやヘアスタイルが崩れないヘッドレストなど女性にとって使いやすい車を提案している。

## メディア出演
- 『エンジョイモータースポーツ』（2001年11月からレギュラー出演、スカイパーフェクTV）[6]
- 『桂こごろうのワイワイジャーナル』（ラジオ大阪）[6]
- 『谷五郎のOH! ハッピーモーニング』（ラジオ関西）[6]
- 『TRDドライバーズミーティング』（エフエム横浜）[6]
- 『ザ・モーターウィークリー』（シブヤエフエム）[6]
- 『新田恵利のザ・ギンザ・ラジオシティ』（ラジオシティ）[6]
- 『ショウアップナイターバッテリー』（2009年10月からレギュラー出演、ニッポン放送）
- 『広瀬香美 ラジオdeフォロ〜ミ〜』DRIVE with ECO & DREAM（ニッポン放送）